# NGC 1979
NGC 1979 este o galaxie lenticulară situată în constelația Iepurele. A fost descoperită în 20 noiembrie 1784 de către William Herschel. Se află la o distanță de 28,58 de megaparseci de Pământ.